# Centro de Gestão da Rede Informática do Governo
CEGER, ou Centro de Gestão da Rede Informática do Governo, é o responsável pela gestão da rede informática do Governo Português e o co-responsável, em conjunto com a FCCN, pela atribuição do endereço .gov.pt.